# 勝山のお雛まつり
勝山のお雛まつり（かつやまのおひなまつり）は、岡山県真庭市勝山の勝山町並み保存地区を中心に3月に開催されるイベントである。

## 由来
雛祭りは、女子の幸せや健やかな成長を願う祭りとされる。中国の道教で、人体には人の形をした3匹の三尸（さんし）とよばれる虫がいて、悪事を働く。これを除くため、人形に五色の着物を着せて箱に入れ、川のほとりに埋めて塚をつくったり、川で身を清めて、形代を川に流した。それが3月3日であったことが、今日の雛祭りの始まりとされる。
現在の雛人形は、江戸時代初期に様式が定まった。それまでの雛祭りは、朝廷や公家の祭事であったが、徳川家と天皇家が縁続きになったことで、徐々に京から江戸に伝わり、江戸時代中期には民間にも普及した。
勝山では、1998年（平成10年）に御前酒辻本店で土雛の展示会を開催。その展示会の折、みかわ工房の土雛作家藤原了児が、勝山の町並みがひなまつりの雰囲気によく似合うからと提案したこと、またその展示会に2000人が訪れたことをきっかけに、勝山町並み整備事業を応援する会のメンバーが中心となって、勝山のお雛まつり実行委員会を結成。1999年（平成11年）の3月1日から5日のあいだ、第１回となる勝山のお雛まつりをはじめた。第１回は、35軒がお雛さまを出し、5000人が来訪した。
第１回は御前酒辻本店で、藤原了児の土雛展が同時開催されている。

## 内容
1999年（平成11年）3月、地元住民らで作る実行委員会の主催で勝山町並み保存地区で勝山のお雛まつりがスタートした。各戸の玄関や軒先に雛人形を飾り付け、人口1万人弱の真庭市勝山に毎年約4万人の観光客が訪れる一大イベントとなっており、「岡山三大ひな祭り」の１つである。
勝山には3つの大きな祭りがある。10月は男のまつり「秋祭り・喧嘩だんじり］、11月は町民のまつり「ふるさと勝山もみじまつり」、3月は女のまつり「勝山のお雛まつり」がある。
「この町にはお雛様が似合う」という土雛作家の言葉を受け、自宅の雛人形を飾ることから始まったまつりは、当初は約50軒だったが、2010年（平成22年）には約160軒まで参加が増えた。実行委員は、1996年（平成8年）結成の「かつやま町並み保存事業を応援する会」や、商工会が担当している。初回のポスターは、土雛を川原で撮影しただけの質素なものだった。
飾られる雛人形は、江戸時代から代々受け継がれたものから、平成雛、手作り雛まで、工夫を凝らしたディスプレイが見所である。お雛の飾りつけは主に女性が行い、男性は竹を切り出してお雛の舞台作りを行う。押え絵雛、木雛、雛軸（絵桟）、御所人形、土天神・立天神、など、雛の種類は様々である。
雛人形の並べ方は、関東と関西で異なるとされるが勝山のお雛まつりでは各家で左右が異なる。地元の美作・山陰地方の特徴を表した形が多い。
また各家の歴史などにちなんだ図柄ののれんが玄関にかかげられ、お雛通りを彩る。お雛まつりでは着物も飾られて好評を博している。
2002年（平成14年）の第4回には、前夜祭も開催されるようになった。前夜祭では、ろうそくが灯され、昼間とは違った趣を醸し出す。
勝山のお雛まつりは、観光客との交流やお茶などによるおもてなしより、リピーターが増えていった。臨時列車が運行され、観光バスや自家用車のために臨時駐車場も整備されるようになっている。全国から訪れる観光客は勝山だけではなく、蒜山高原や湯原温泉など、近隣観光地へ相乗効果が及ぶ。また、愛知から領地替えで勝山にやって来た藩主、三浦公が「おいが饅頭」を伝え、現在はお雛まつりの期間限定で販売されている。期間中に撮影した写真を一般募集し、集まった写真を選定、「勝山のお雛まつり写真展」として勝山文化往来館ひしおで展覧会を行っている。
| 年              | 来訪者数 | 参加軒数 |
| --------------- | -------- | -------- |
| 第1回（1999年） | 5,000人  | 50軒     |
| 第2回（2000年） | 11,000人 | 70軒     |
| 第3回（2001年） | 17,000人 | 115軒    |
| 第4回（2002年） | 30,000人 | 120軒    |
| 第5回（2003年） | 32,000人 | 162軒    |
| 第6回（2004年） | 38,000人 | 160軒    |
| 第7回（2005年） | 34,000人 | 164軒    |
| 第8回（2006年） | 37,000人 | 160軒    |
| 第9回（2007年） | 40,000人 | 160軒    |

## 運営体制
勝山のお雛まつりは、「勝山のお雛まつり」実行委員会が主催する。実行委員会は、旧勝山町、旧勝山町商工会女性部、旧勝山町観光協会、町並み保存事業を応援する会で組織する。また、ボランティアとして近隣の中学校、高等学校等の生徒・学生も会場案内などの役割を担っている。
実行委員会では飲食店・物産販売等に関する穏やかな出店規制を設け、露天商の出店や販売行為を事実上排除している。
勝山のお雛まつりは地域住民が主体で行い、行政が駐車場の整理や開催期間中の案内など側面的な支援を行っている。このため、勝山町役場から実行委員会への補助金は開始時はわずか10万円だった。
お雛まつりの準備は節分過ぎに始まる。商工会女性部が創作雛の講習会を実施し、参加者は住民だけでなく遠隔地の参加者もある。講習会で学んだ創作雛の作り方を応用し、独自の工夫を凝らす人もいるなど住民の創作活動を組み込み来訪者とのコミュニケーションの機会を作るなどの取組も行われている。
「勝山のお雛まつり」実行委員会は、第3回おかやま県民文化大賞を平成14年度に受賞した。また、2008年（平成20年）には、同委員会が勝山のお雛まつり10周年を記念して、10周年記念誌「勝山のお雛まつり」を発刊している。

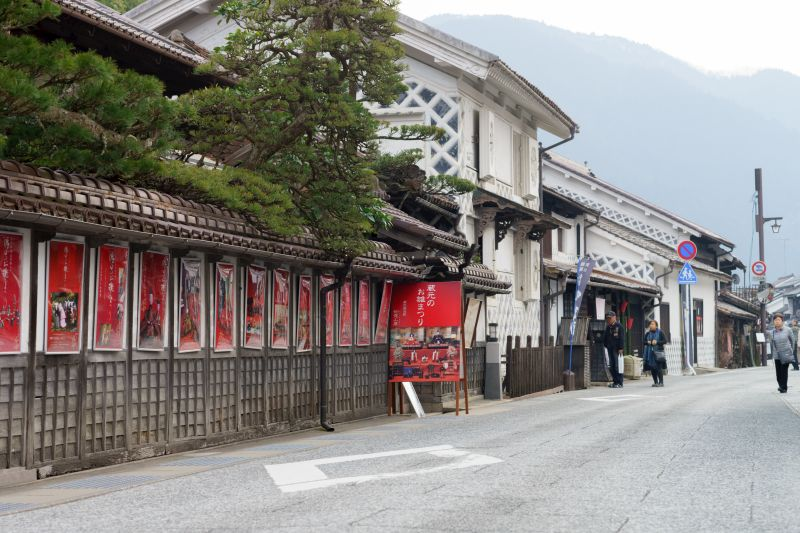
辻本店前
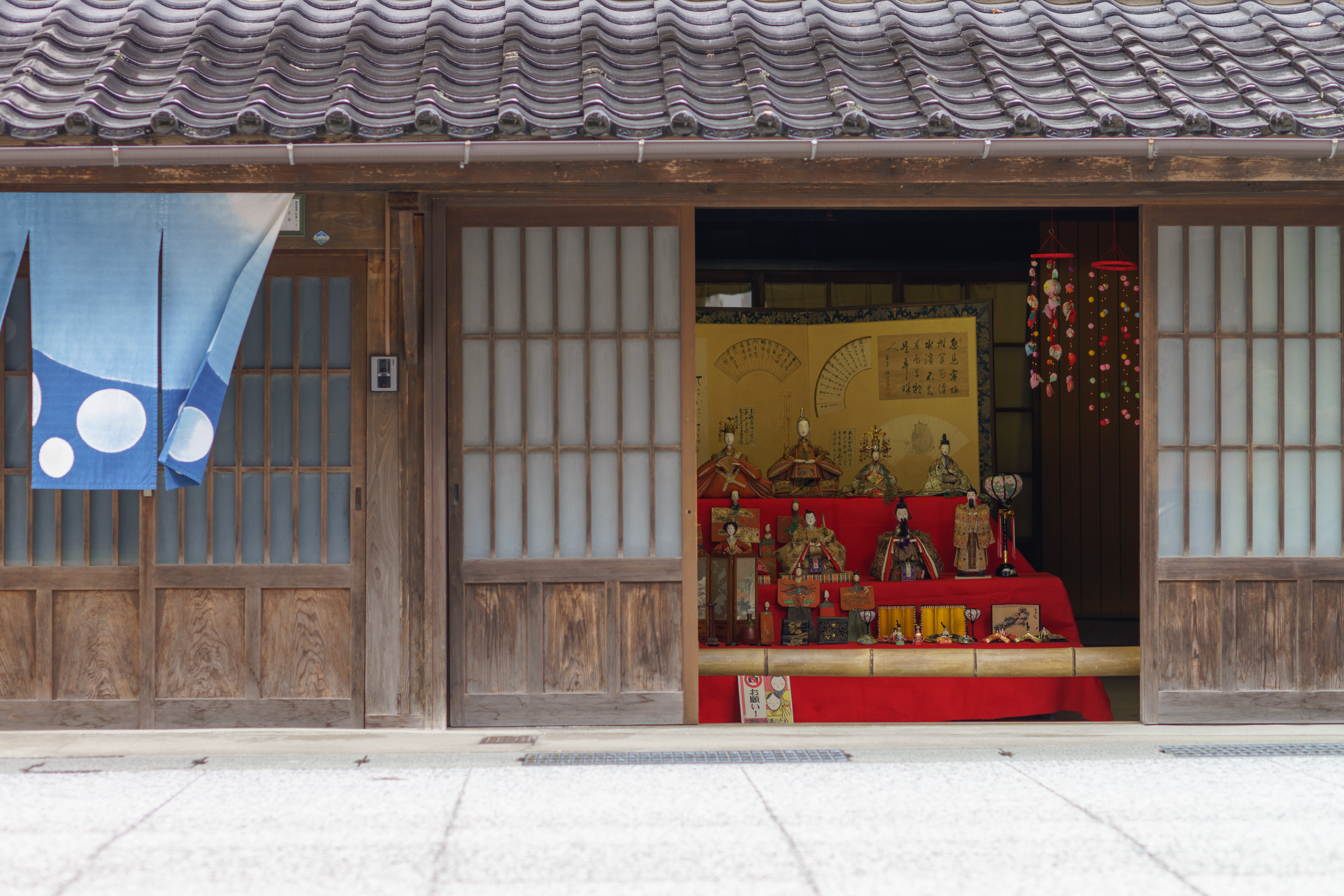
町並みの風景
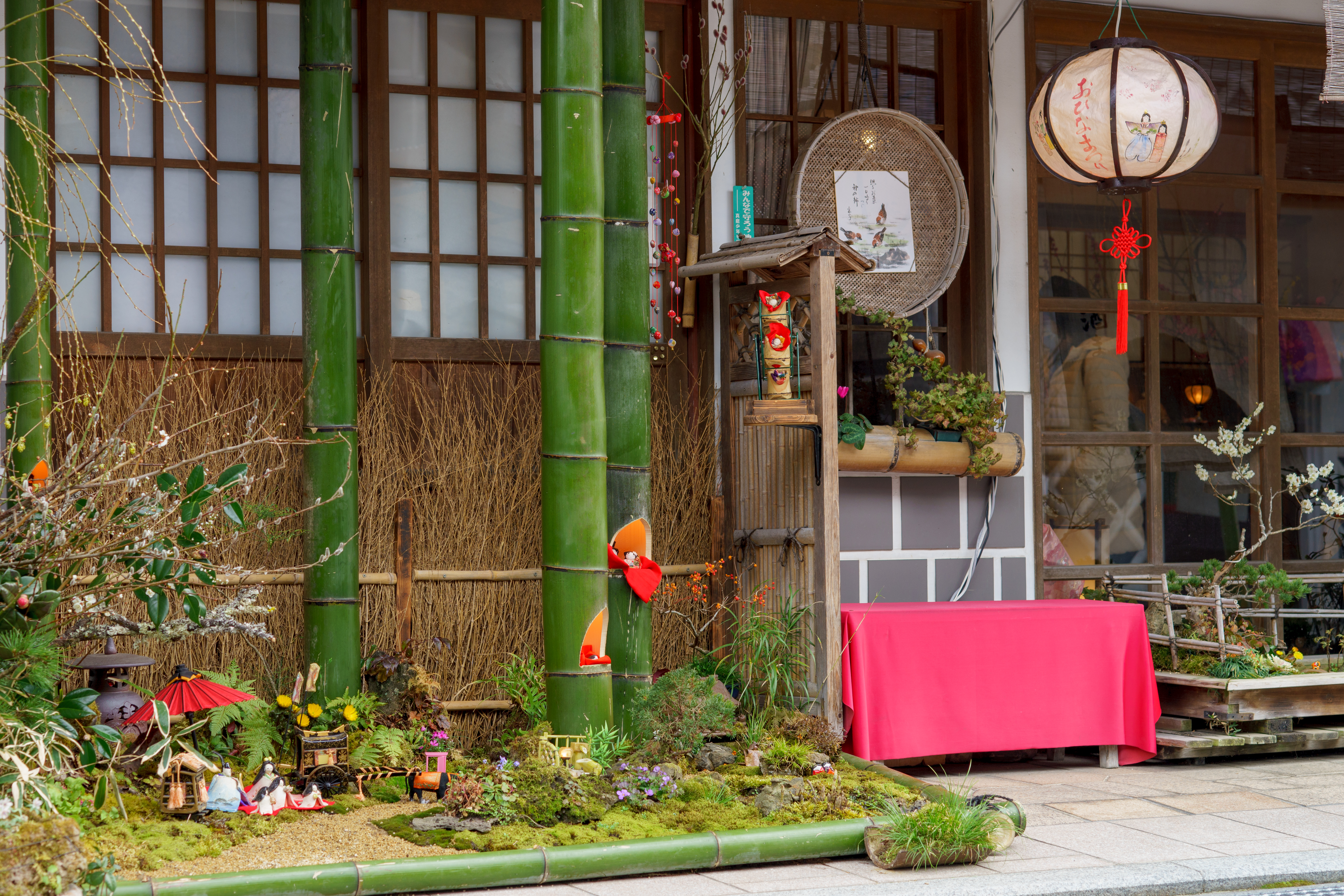
町並みの風景
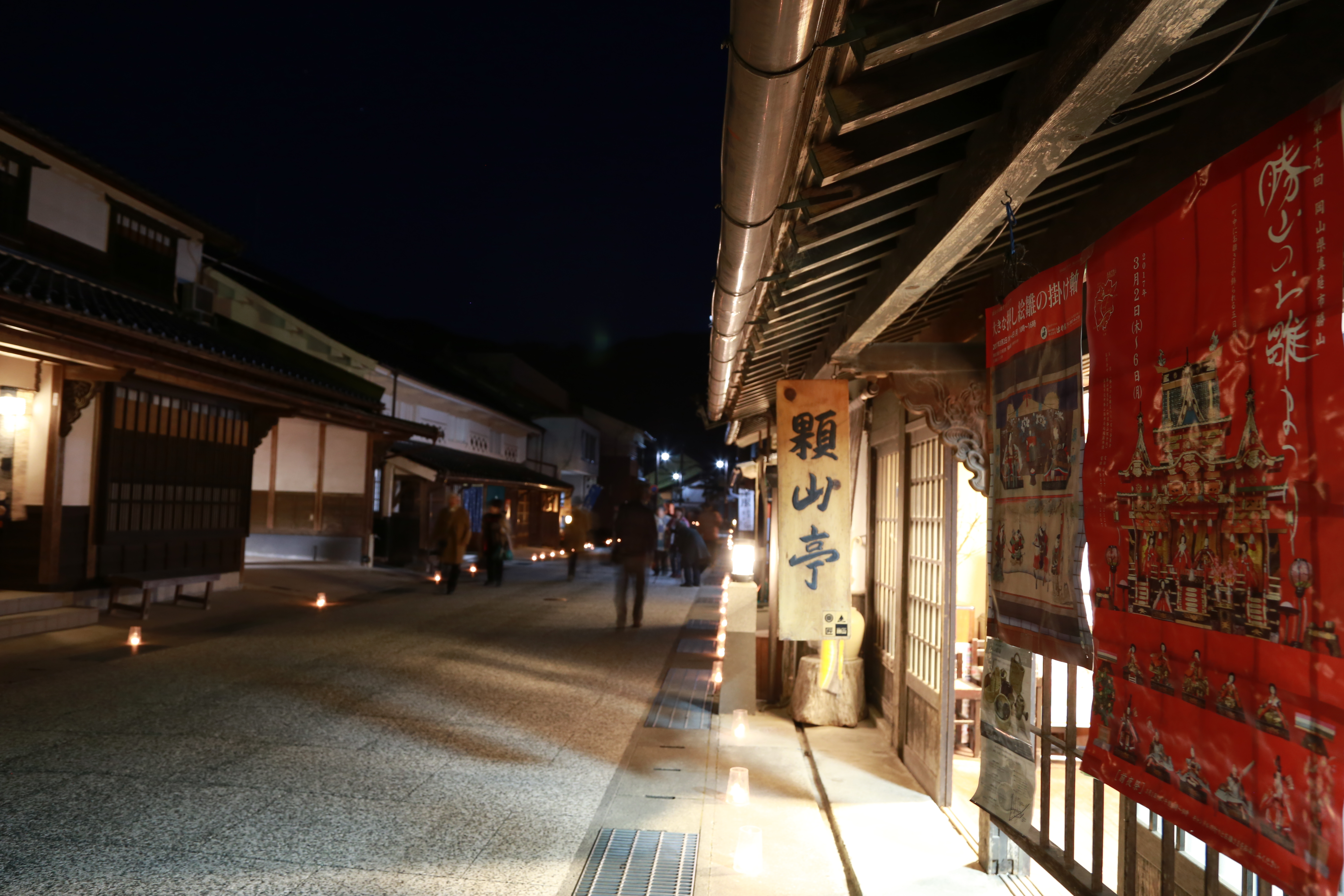
前夜祭風景
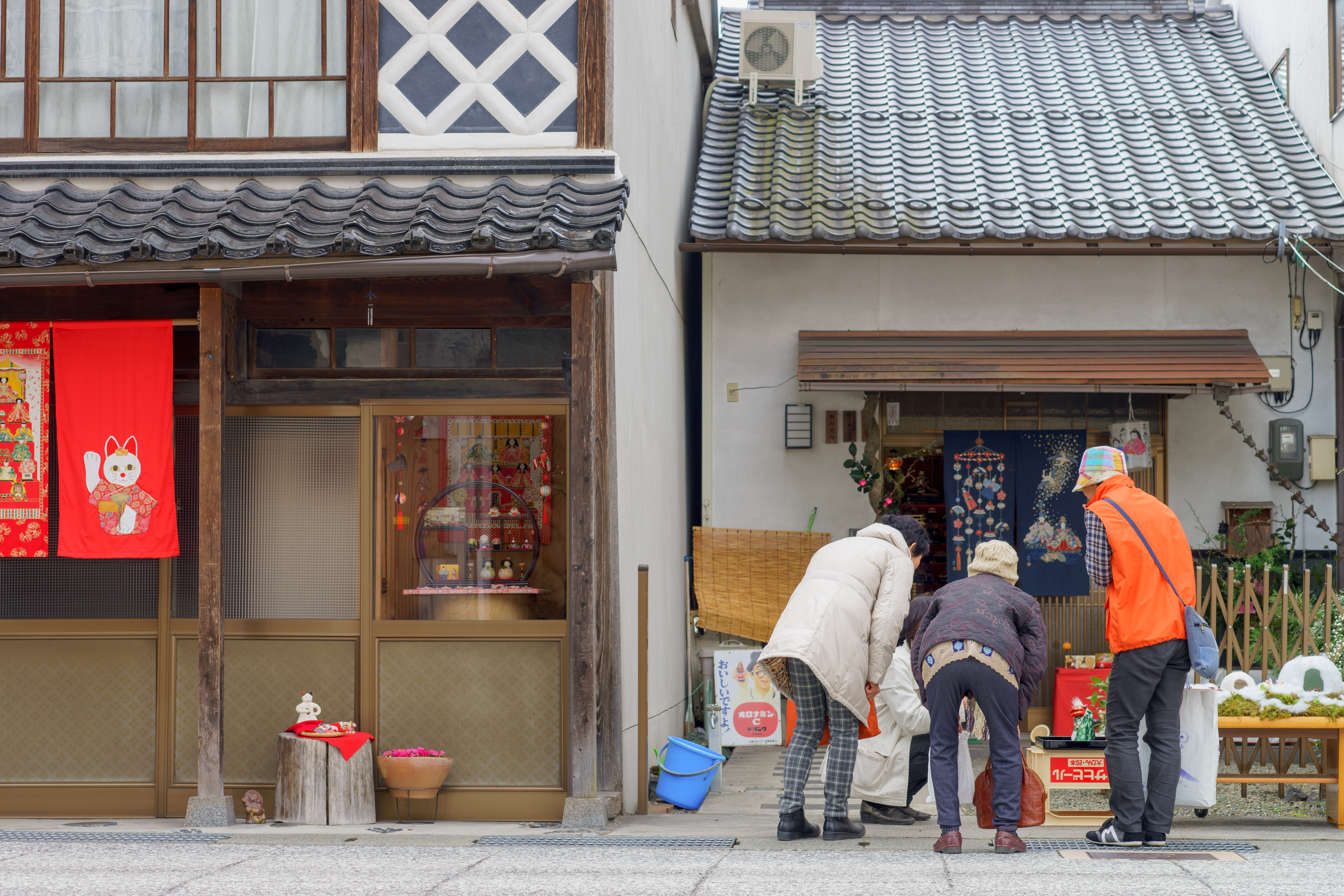
町並みの風景
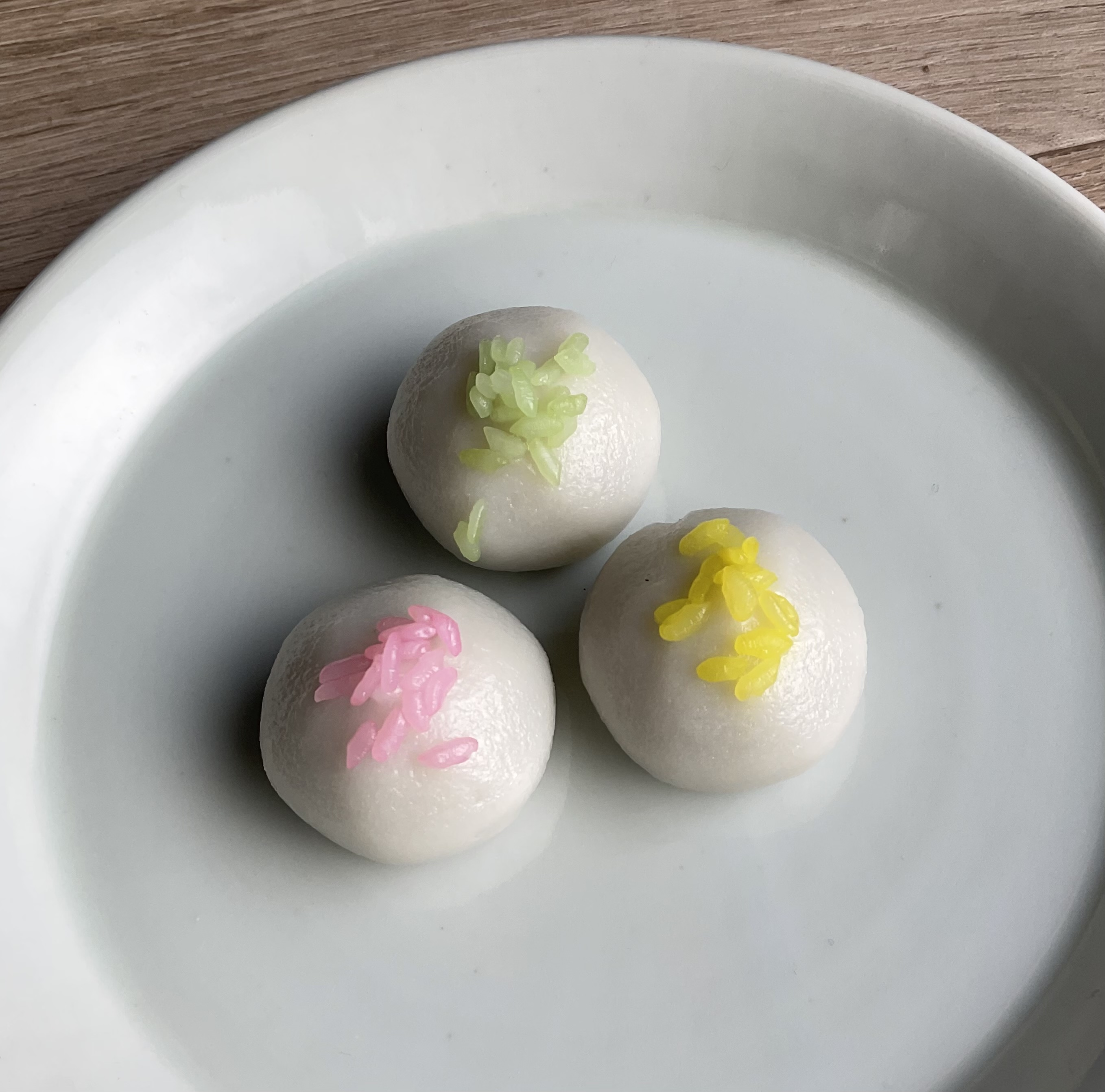
おいが饅頭

## 現地情報

### 開催地域
岡山県真庭市勝山にて開催。JR中国勝山駅から、新町商店街、勝山町並み保存地区など約1キロメートルの範囲でお雛様が展示される。

### 交通アクセス
電車
- JR岡山駅→津山線→津山駅→姫新線→中国勝山駅
- JR岡山駅→伯備線→新見駅→姫新線→中国勝山駅

バス
- 岡山中鉄バスセンター、JR岡山駅より勝山
- 京都・大阪（梅田）より津山行き高速バス（神姫、JRバス）

車
- 岡山方面から 岡山自動車道経由中国自動車道：落合インターチェンジ下車
- 大阪方面から 中国自動車道経由米子自動車道：久世インターチェンジ下車

### 周辺情報
- 真庭市立中央図書館
- 勝山文化往来館ひしお
- 神庭の滝
- 勝山木材ふれあい会館
- 武家屋敷館（渡辺邸）

- 御前酒辻本店
- 椎の木御殿（三浦邸）